# Cyanastrum
Cyanastrum es un género es un que incluye 3 especies de pequeñas plantas herbáceas, perennes y  bulbosas. El género es oriundo de África tropical y pertenece a la familia de las Tecofileáceas (Tecophilaeaceae). Se propagan por esquejes o semillas. 

## Especies
El género incluye las siguientes especies:
- Cyanastrum cordifolium Oliv., oriunda de Nigeria.

- Cyanastrum goetzeanum Engl., de Tanzania.

- Cyanastrum johnstonii Baker, distribuida en Zaire y Mozambique.

## Sinonimia
- Schoenlandia Cornu